# Kammquoting
Kammquoting entsteht, wenn der Text in einer E-Mail oder in einem Usenet-Beitrag durch zusätzliche Zitatzeichen so umbrochen wird, dass das jeweils letzte Wort in einer neuen Zeile landet.
| Gemeint ist: | Kammquoting: |
| --- | --- |
| Hansli schrieb: > Hallo Leute, ich habe eine Frage an euch: > Was bedeutet der Begriff Kammquoting? Hallo Hansli ... | Hansli schrieb: > Hallo Leute, ich habe eine Frage an euch: > Was bedeutet der Begriff Kammquoting? Hallo Hansli ... |

Der Begriff Kammquoting entstand aus der Ähnlichkeit der abwechselnd langen und kurzen Zeilen mit einem Kamm.
In der Vergangenheit konnten gängige Terminals nur 80 Zeichen pro Zeile darstellen. Daher hat sich in den Mailboxnetzen und im Usenet die Konvention eingebürgert, diese Grenze zu berücksichtigen:
Neuer Text soll demnach mit einer Breite von maximal 78 Zeichen pro Zeile geschrieben werden (siehe RFC 5322). Dadurch bleibt genug Platz, um den Text durch Voranstellen eines „>“ in Antworten als Zitat zu kennzeichnen. Allerdings setzt dieses Verfahren eine besondere Unterstützung in Newsreadern voraus: Der vom Benutzer eingegebene Text muss deutlich früher als zitierter Text umbrochen werden.
Es gibt Programme (wie Microsoft Outlook Express), die beim Erstellen eines Antwortartikels zitierten Text an der gleichen Stelle wie den normalen Text umbrechen, anstatt das erst beim Erreichen von 80 Zeichen in einer Zeile zu tun. Als Ergebnis stehen einzelne Wörter des zitierten Textes plötzlich ohne Zitatzeichen in einer eigenen Zeile, und es ist nicht mehr erkennbar, wer was schrieb.